# Salamander Portable
Salamander Portable es un videojuego recopilatorio de parte de la saga Salamander (vinculada a la serie Gradius), publicado únicamente en Japón por Konami para la PSP en 2007.
Salamander Collection contiene los siguientes videojuegos:
- Salamander (1986), Arcade
- Life Force (1987), Arcade
- Gradius 2 (MSX) (1987), MSX
- Xexex (1991), Arcade
- Salamander 2 (1996), Arcade